# Referent
El referent és, en certes teories lingüístiques, un element de la realitat, «una cosa del món» fora de la llengua a la qual es refereix un símbol, un mot o una expressió.
Fa part del triangle semiòtic o triangle semàntic, que relaciona el mot (significant), el concepte associat a la ment (significat) i allò que designa, que és el referent. El lingüista hongarès Stephen Ullmann (1914-1976) parla del triangle nom-sentit-cosa. En aquest triangle «cosa» és sinònim de referent i s'ha de comprendre al sentit ample: pot ser un objecte, un lloc, una propietat o un esdeveniment. El mateix referent pot tenir diverses paraules en diferents llengües o fins i tot una mateixa realitat correspondre en un idioma a un mot i en altres llengües a una expressió complexa i a la inversa, ja que la relació entre els tres elements no és unívoca. L'associació del referent a un signe lingüístic concret és arbitrària. Qui no coneix la clau o el «codi» no pot deduir el significat, tret, potser, d'alguna onomatopeia. És una de les causes perquè pot ser tan difícil desxifrar texts escrits en llengües perdudes amb símbols o alfabets desconeguts.
L'estudi de la relació entre les paraules i les coses i fenòmens de la realitat és una qüestió molt vella. Plató és un dels primers filòsofs del qual ens han arribat texts escrits on s'estudia aquesta relació complexa: s'ha posat la qüestió d'on venen les idees –el significat en terminologia moderna– quan sovint una mateixa paraula o concepte (significant) es fa servir per a referents molts diferents. Per donar un exemple simplificat: hi ha molts objectes diferents de format, de color, de matèria que tots anomenem «cadires» i nogensmenys a un cert moment diem: «això no és pas una cadira, és una taula». Va desenvolupar El mite de la caverna com a solució. Explica que en una vida anterior hauriem vist les «idees pures» de les quals reconeixem les «ombres» en la vida actual.